# Alceo (figlio di Androgeo)
Nella mitologia greca,  Alceo era il figlio di Androgeo, e uno dei compagni di Eracle

## Il mito
Alceo ebbe da Radamanto in eredità la città di Paro, famosa per il suo marmo. Una volta divenuto re Eracle lo incontrò, proprio quando alcuni suoi compagni furono uccisi da un figlio di Minosse.
Il semidio infuriato per l'accaduto prima uccise tutti e 4 i figli di Minosse e poi minacciò tutta la città, soltanto l'offerta di due uomini come schiavi l'avrebbero placato. Quelle due persone furono Alceo e Stenelo, suo fratello.

## Pareri secondari
Alceo era anche un altro nome di Eracle, attribuitogli dai cittadini di Tebe pensando che Era l'avesse allattato e che fosse persino suo figlio.

### Fonti
- Eratostene, Catasterismi 44
- Igino, Astronomia poetica II 43
- Diodoro Siculo, Libro V, 16

### Moderna
- Robert Graves, I miti greci, Milano, Longanesi, ISBN 88-304-0923-5.